# Jewhen Konstantynow
Jewhen Oleksandrowytsch Konstantynow (ukrainisch Євген Олександрович Константінов; * 1. Januar 1988 in Saporischschja) ist ein ukrainischer Handballspieler.
Der 1,80 Meter große und 80 Kilogramm schwere linke Außenspieler steht bei STR Saporischschja unter Vertrag, mit dem er 2009, 2010 und 2011 ukrainischer Meister sowie 2011 und 2014 Pokalsieger wurde.
Jewhen Konstantynow erzielte in 14 Länderspielen für die ukrainische Nationalmannschaft 16 Tore (Stand: Dezember 2009). Er stand im erweiterten Kader zur Europameisterschaft 2010.